# Liste der Biografien/Fir
Liste der Biografien |
Portal Biografien |
Personensuche
# |
A |
B |
C |
D |
E |
F |
G |
H |
I |
J |
K |
L |
M |
N |
O |
P |
Q |
R |
S |
T |
U |
V |
W |
X |
Y |
Z |
?
 
Fa |
Fe |
Ff |
Fh |
Fi |
Fj |
Fk |
Fl |
Fm |
Fn |
Fo |
Fr |
Ft |
Fu |
Fy
 
Fia |
Fib |
Fic |
Fid |
Fie |
Fif |
Fig |
Fih |
Fii |
Fij |
Fik |
Fil |
Fim |
Fin |
Fio |
Fip |
Fiq |
Fir |
Fis |
Fit |
Fiu |
Fiv |
Fix |
Fiz
Die Liste der Biografien führt alle Personen auf, die in der deutschsprachigen Wikipedia einen Artikel haben. Dieses ist eine Teilliste mit 187 Einträgen von Personen, deren Namen mit den Buchstaben „Fir“ beginnt.

## Fir

### Fira
- Fira, Aleksandar (1929–2011), jugoslawischer Verfassungsrichter und Professor für Verfassungsrecht
- Fırat, Abdülmelik (1934–2009), kurdischer Politiker
- Fırat, Burak (* 1993), türkischer Schachspieler
- Fırat, Dengir Mir Mehmet (1943–2019), kurdischstämmiger türkischer Jurist und Politiker
- Fırat, Duygu (* 1990), türkische Basketballspielerin
- Fırat, Engin (* 1970), deutsch-türkischer Fußballtrainer
- Fırat, Ertuğrul Oğuz (1923–2014), türkischer Komponist, Maler und Dichter
- Fırat, Hande (* 1974), türkische Journalistin und Fernsehmoderatorin
- Fırat, Hilmi (1919–1990), türkischer Admiral und Politiker
- Fırat, Mehmet Korhan (* 1988), türkischer Schauspieler
- Fırat, Osman (* 1984), türkischer Fußballspieler
- Firat, Serkan (* 1994), deutsch-türkischer Fußballspieler

### Firb
- Firbank, Ronald (1886–1926), britischer Schriftsteller
- Firbas, Franz (1902–1964), deutscher Botaniker

### Firc
- Firchow, Reinhart (1943–2022), deutscher Schauspieler, Hörspielsprecher und Hochschullehrer
- Fircks, Friedrich Ewald von (1733–1802), polnischer Landrat und kurländischer Gutsbesitzer
- Fircks, Juliane von (* 1969), deutsche Kunsthistorikerin
- Fircks, Otto Freiherr von (1912–1989), deutscher Landwirt, SS-Obersturmführer und Politiker (CDU), MdL, MdB
- Fircks, Theodor von (1812–1872), deutsch-baltischer Schriftsteller, russischer Ingenieur-Offizier
- Fircks, Wilhelm von (1794–1862), preußischer Generalmajor
- Fircks, Wilhelm von (1840–1896), preußischer Generalmajor, Kommandeur der 21. Infanterie-Brigade, Herausgeber des Taschenkalenders für das Heer
- Fircks, Wilhelm von (1870–1933), deutsch-baltischer Bergbauingenieur und Politiker
- Fircks-Burgstaller, Wolf-Dietrich von (* 1948), deutscher Jurist, Rektor der Veterinärmedizinischen Universität Wien

### Fird
- Firdasari, Adriyanti (* 1986), indonesische Badmintonspielerin
- Firdausi († 1020), persischer Dichter und Nationalheld
- Firdevsî (* 1453), osmanischer Dichter und Universalgelehrter

### Fire
- Fire, Andrew Z. (* 1959), US-amerikanischer Biologe
- Fire, Jada (* 1976), US-amerikanische PornodarstellerinJada Fire (* 1976)

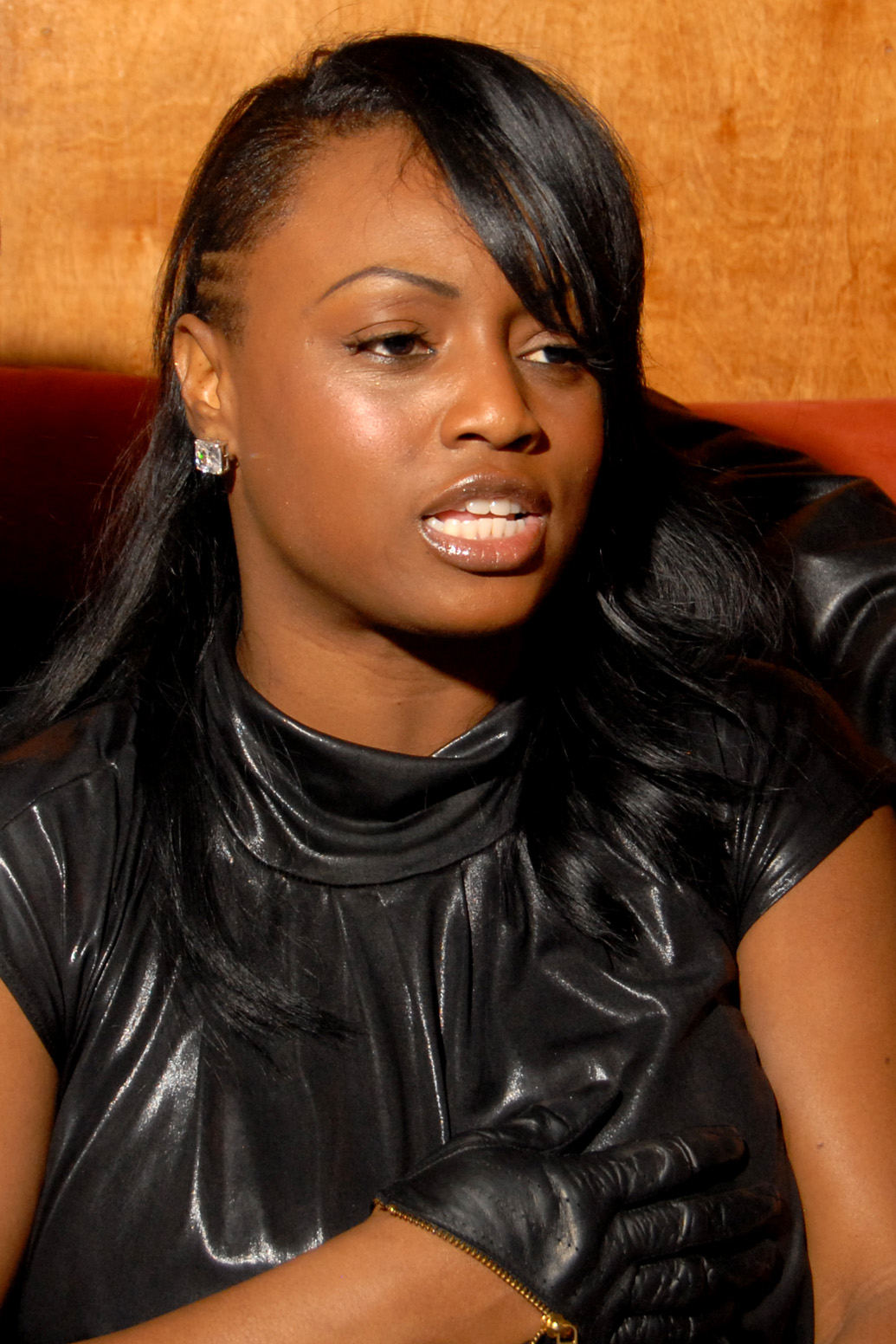
Jada Fire (* 1976)

- Fire, Richard (1945–2015), US-amerikanischer Drehbuchautor und Schauspieler
- Firea, Gabriela (* 1972), rumänische Journalistin und Politikerin
- Firebrace, Isaiah (* 1999), australischer Popsänger
- Firefox AK (* 1979), schwedische Musikerin
- Firek, Ewelina (* 1968), deutsch-polnische Malerin
- Firenzuola, Agnolo (1493–1543), italienischer Dichter
- Firestone, George (1931–2012), US-amerikanischer Politiker, Secretary of State von Florida
- Firestone, Harvey Samuel (1868–1938), US-amerikanischer UnternehmerHarvey Samuel Firestone (1868–1938)

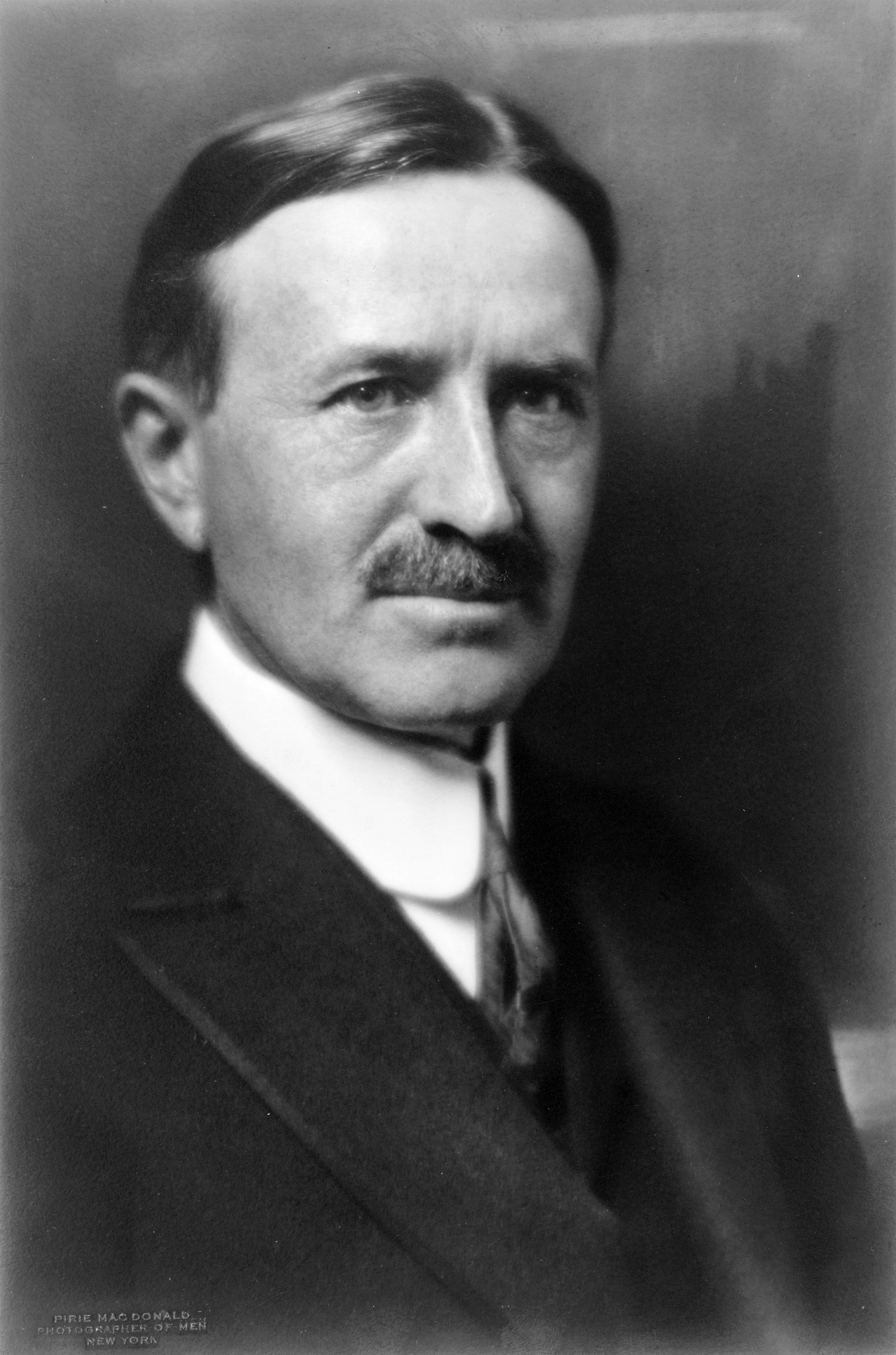
Harvey Samuel Firestone (1868–1938)

- Firestone, Jay (* 1956), kanadischer Produzent von Fernsehserien und Filmen
- Firestone, Leonard (1907–1996), US-amerikanischer Diplomat und Unternehmer, Botschafter in Belgien
- Firestone, Otto John (1913–1993), kanadischer Ökonom
- Firestone, Renée (* 1924), Modedesignerin
- Firestone, Richard B. (* 1945), US-amerikanischer Chemiker
- Firestone, Shulamith (1945–2012), kanadische Feministin
- Firewu, Samuel (* 2004), äthiopischer Hindernisläufer

### Firf
- Firfirică, Alin (* 1995), rumänischer Diskuswerfer

### Firg
- Firgau, Amadeus (* 1943), deutscher Autor und Lehrer
- Firges, Jean (1934–2014), deutscher Literaturwissenschaftler, Autor

### Firi
- Firiam, Baptiste (* 1971), vanuatuischer Sprinter
- Firić, Gordan (* 1970), bosnisch-italienischer Basketballspieler
- Firin, Semjon Grigorjewitsch (1898–1937), sowjetischer Geheimdienstoffizier
- Firishta (* 1560), persischer Historiker
- Firisua, Sharon (* 1993), salomonische Langstreckenläuferin
- Firit, Günter (1947–2010), deutscher Maler und Grafiker
- Firit, Till (* 1977), deutscher Schauspieler, Hörbuchsprecher und -produzentTill Firit (* 1977)

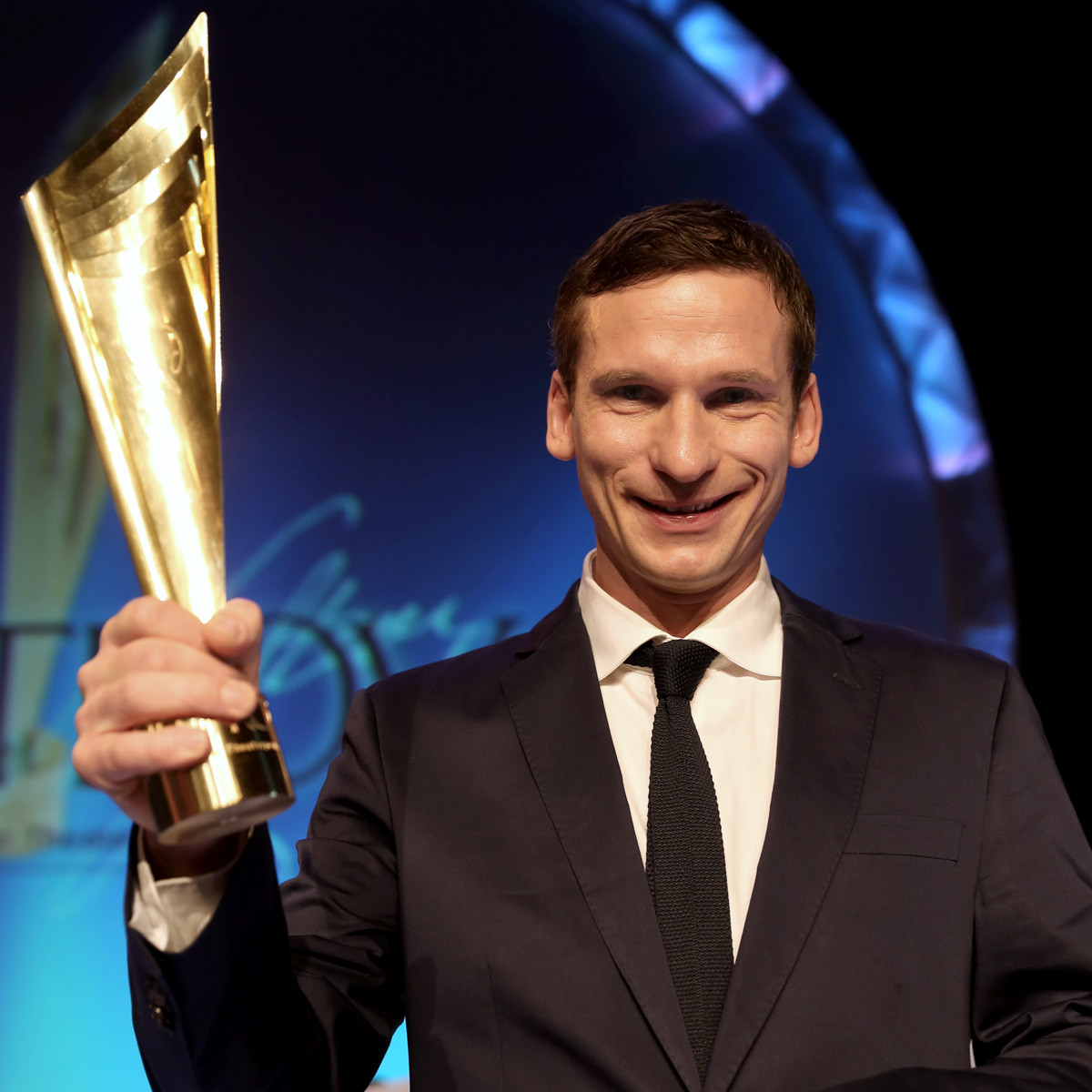
Till Firit (* 1977)

### Firk
- Firkaľ, Július (* 1998), slowakischer Volleyballspieler
- Firker, Sonja, deutsche Violinistin und Sängerin
- Firket, Paul (1899–1942), belgischer katholischer Geistlicher und NS-Opfer
- Firkins, Christine (* 1983), kanadische Schauspielerin
- Firkovičius, Mykolas (1924–2000), litauisch-karaimischer Dichter und Chasan der Karäer
- Firkowitsch, Abraham (1787–1874), Geistliches Oberhaupt (Chassan) der Karäer, Manuskriptsammler und Autor
- Firkowski, Juliusz (* 1952), polnischer Radrennfahrer
- Firkušný, Rudolf (1912–1994), tschechischer Pianist

### Firl
- Firl, Frauke, Kostümbildnerin
- Firl, Herbert (1899–1941), deutscher Widerstandskämpfer gegen das nationalsozialistische Regime
- Firl, Wilhelm (1894–1937), deutscher Kommunist und Widerstandskämpfer
- Firle, Otto (1889–1966), deutscher Architekt und Hochschullehrer
- Firle, Rudolph (1881–1969), deutscher Marineoffizier, Publizist und Direktor des Norddeutschen Lloyds
- Firle, Walther (1859–1929), deutscher Porträtmaler und Genremaler
- Firlei, Klaus (* 1947), österreichischer Politiker (SPÖ), Landtagsabgeordneter
- Firley, Annika (* 1986), deutsche Musicaldarstellerin
- Firley, Paul (* 1881), deutscher Landwirt und Politiker (DNVP), MdPl
- Firlinger, Reinhard (* 1954), österreichischer Unternehmensberater und Politiker (LIF, FPÖ), Abgeordneter zum Nationalrat

### Firm
- Firman, Anastassija (* 2006), ukrainische Tennisspielerin
- Firman, Bert (1906–1999), britischer Bandleader und Geiger
- Firman, Nasar (* 1983), ukrainischer Schachmeister
- Firman, Ralph (* 1975), irisch-britischer RennfahrerRalph Firman (* 1975)

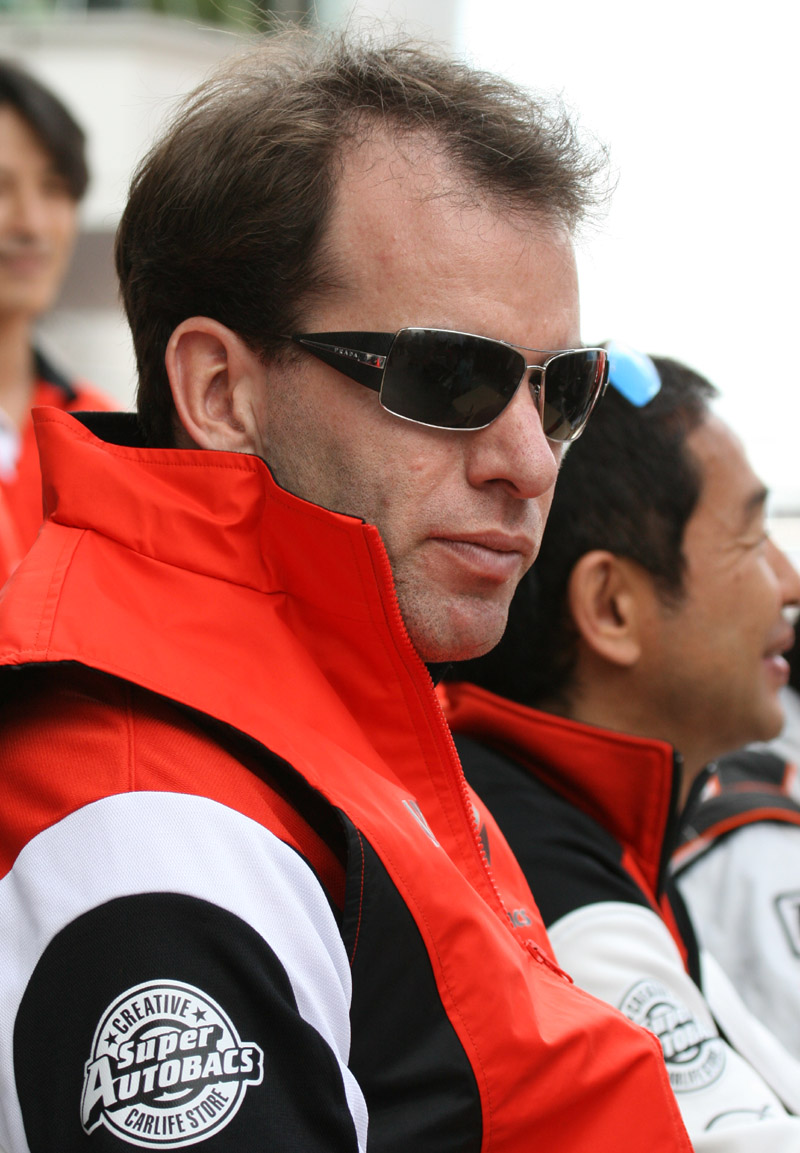
Ralph Firman (* 1975)

- Firman, Wolodymyr (* 1976), ukrainischer griechisch-katholischer Geistlicher und Weihbischof in Ternopil-Sboriw
- Firmani, Eddie (* 1933), italienisch-südafrikanischer Fußballspieler und -trainer
- Firmani, Fabio (* 1978), italienischer Fußballspieler
- Firmans, Josef (1827–1891), deutscher Schauspieler, Regisseur und Theaterdirektor
- Firmans, Josef (1884–1957), deutscher Filmregisseur, Schauspieler, Oberspielleiter und Intendant
- Firmans, Lothar (1896–1964), deutscher Schauspieler und Theaterregisseur
- Firmenich, Andrea (* 1959), deutsche Kunsthistorikerin und Generalsekretärin der Kunststiftung NRW
- Firmenich, Iris (* 1961), deutsche Politikerin (CDU), MdL
- Firmenich, Ruth (* 1964), deutsche Politikerin (BSW, Die Linke, PDS)Ruth Firmenich (* 1964)

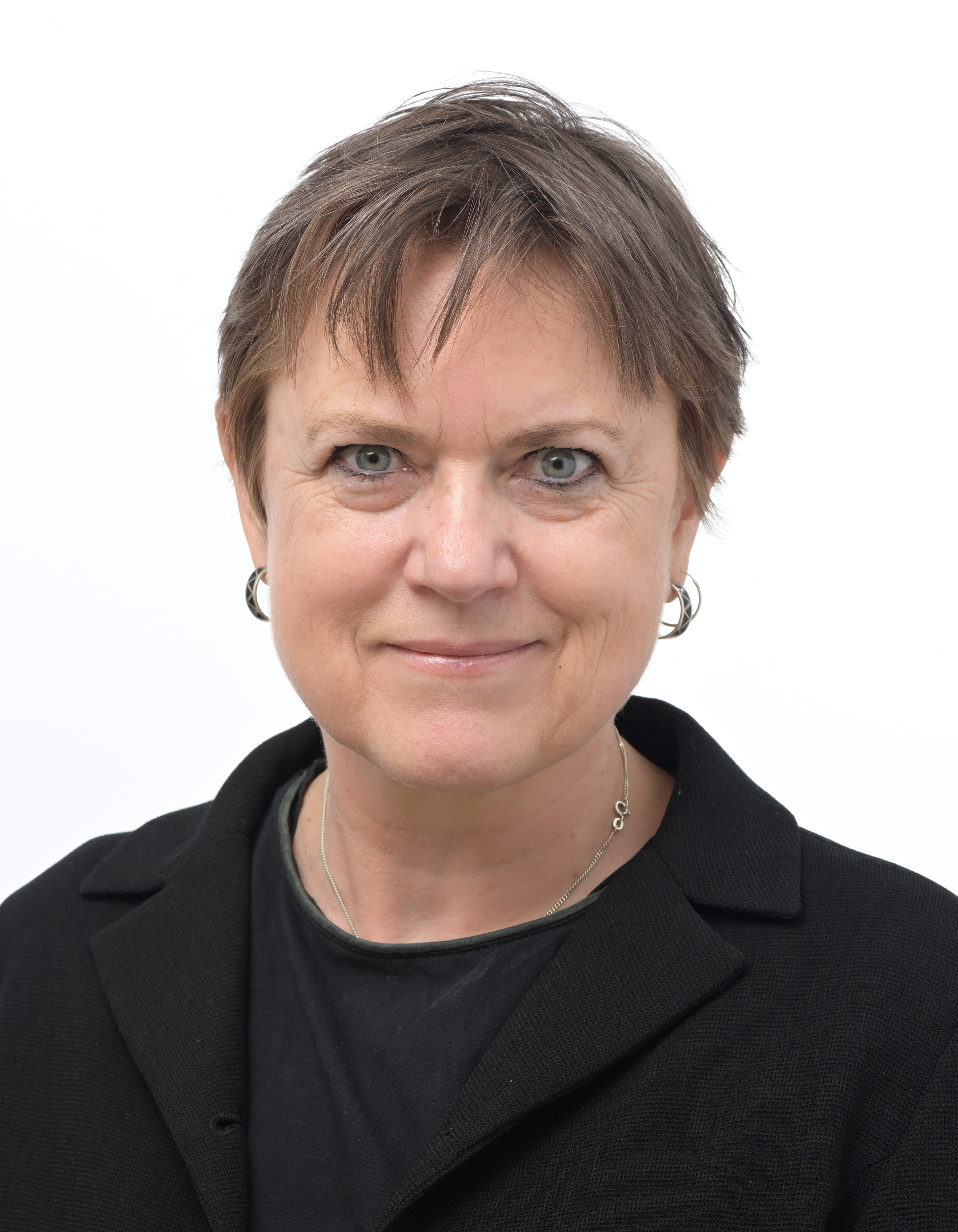
Ruth Firmenich (* 1964)

- Firmenich-Richartz, Eduard (1864–1923), deutscher Kunsthistoriker
- Firmenich-Richartz, Johann Matthias (1808–1889), deutscher Germanist und Dichter
- Firmian, Franz Karl von (1741–1776), deutscher Geistlicher, Weihbischof in Passau
- Firmian, Karl Joseph von (1716–1782), österreichischer Staatsmann
- Firmian, Leopold Anton von (1679–1744), Bischof in Lavant, Seckau und Laibach, Erzbischof von Salzburg
- Firmian, Leopold Ernst von (1708–1783), Bischof von Sekau, Fürstbischof von Trient und Passau, Kardinal
- Firmian, Leopold Maximilian von (1766–1831), Fürsterzbischof der Erzdiözese Wien
- Firmian, Nick de (* 1957), US-amerikanischer Schachspieler und -schriftsteller
- Firmian, Paula von († 1544), italienische Adlige und Obersthofmeisterin
- Firmian, Virgilius Augustin Maria von (1714–1788), österreichischer Bischof und Reichsgraf
- Firmicus Maternus, Iulius, römischer Senator und astrologischer Schriftsteller, später Christ
- Firmilian († 268), Bischof von Caesarea (heute Kayseri)
- Firmin (1784–1859), französischer Schauspieler
- Firmin der Ältere von Amiens, Bischof, Heiliger, MärtyrerFirmin der Ältere von Amiens

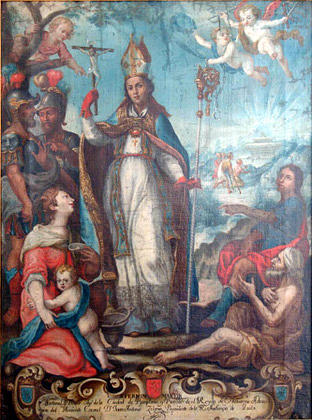
Firmin der Ältere von Amiens

- Firmin der Jüngere von Amiens, Bischof von Amiens, Heiliger
- Firmin, Claude (1864–1944), französischer Maler und Kunstpädagoge
- Firmin, Joseph-Anténor (1850–1911), haitianischer Anthropologie, Journalist und Politiker
- Firmin-Girard, Marie-François (1838–1921), französischer Genre- und Landschaftsmaler
- Firmin-Le Bodo, Agnès (* 1968), französische Pharmazeutin und Politikerin (Horizons)
- Firmina († 304), Heilige
- Firmino de Jesus, Samuel (* 1986), brasilianischer Fußballspieler
- Firmino, Leandro (* 1978), brasilianischer Schauspieler
- Firminus von Mende, Bischof im Gévaudan
- Firminus von Uzès († 553), Bischof von Uzès
- Firmkranz, Nikolaus (* 1979), österreichischer Schauspieler
- Firmus, römischer Kaufmann, in der Historia Augusta als Gegenkaiser dargestellt
- Firmus, römischer Gegenkaiser
- Firmus, Gaius Settidius, römischer Offizier (Kaiserzeit)

### Firn
- Firn, Johannes (* 1990), deutscher Nordischer Kombinierer
- Firnberg, Hertha (1909–1994), österreichische Politikerin (SPÖ), Abgeordnete zum Nationalrat, Mitglied des BundesratesHertha Firnberg (1909–1994)

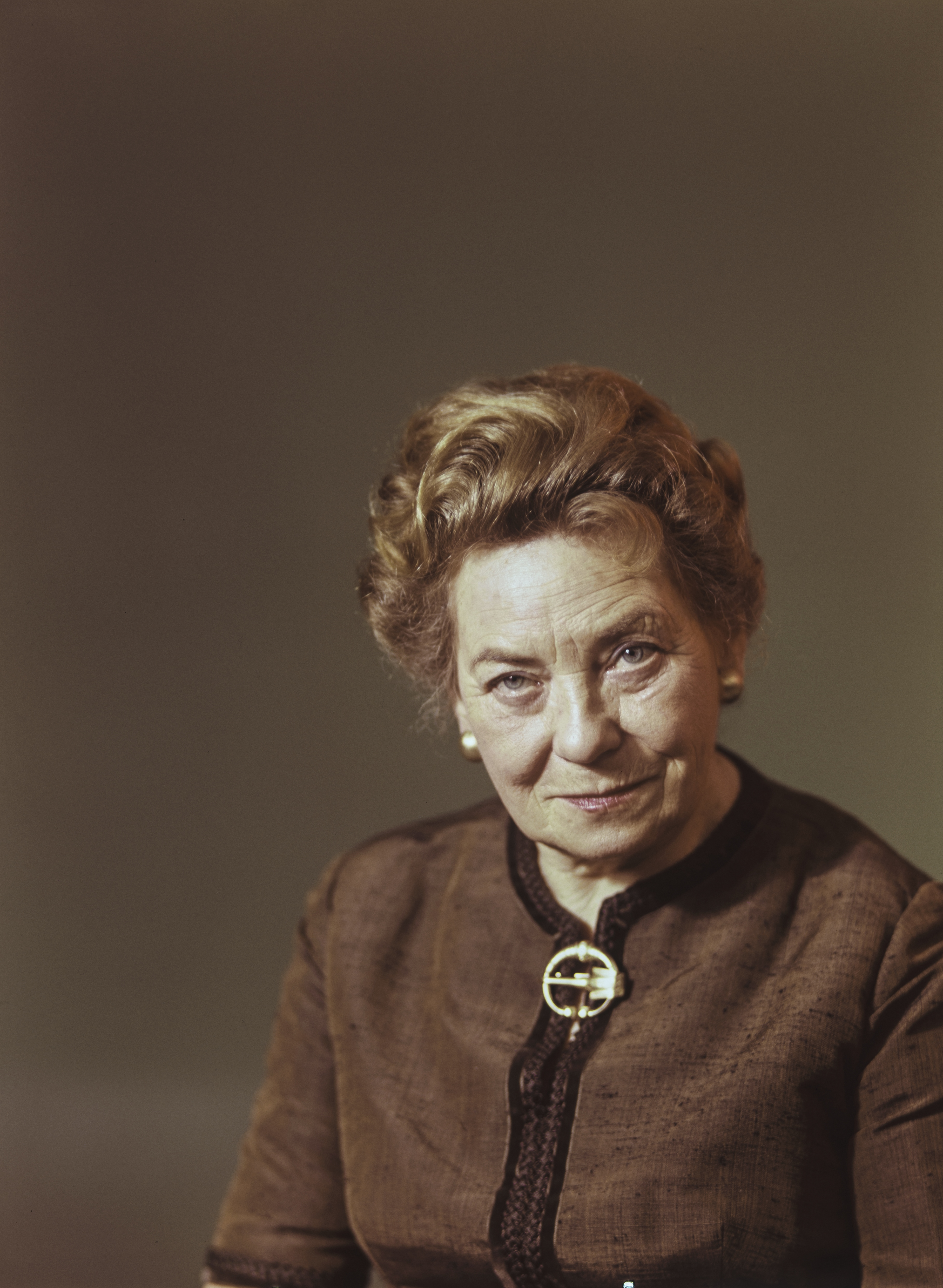
Hertha Firnberg (1909–1994)

- Firneburg, Werner (1929–2003), deutscher Politiker (DVU), MdL
- Firneis, Maria G. (* 1947), österreichische Astronomin und Hochschullehrerin
- Firner, Walter (1905–2002), österreichischer Schauspieler, Schriftsteller, Regisseur, Theaterdirektor, Übersetzer und Verleger
- Firnhaber von Eberstein gen. Jordis, Georg (1797–1848), Landtagsabgeordneter Großherzogtum Hessen
- Firnhaber von Eberstein, Johann Conrad (1776–1849), Landtagsabgeordneter Großherzogtum Hessen
- Firnhaber, Friedrich August (1823–1887), deutscher Unternehmer und Kommerzienrat
- Firnhaber, Ingo (* 1942), deutscher Fernschachspieler
- Firnhaber, Johann Christian (1753–1828), hannoverscher Musiker, Komponist, Pianist, Klavierlehrer und Musikalienhändler
- Firnhaber, Karl (* 1866), sächsischer Generalmajor
- Firnhaber, Lucas (* 1997), deutscher Handballspieler
- Firnhaber, Sebastian (* 1994), deutscher Handballspieler
- Firnhaber, Wolf-Dieter (1934–1981), deutscher Politiker (CDU) und Abgeordneter des Hessischen Landtags
- Firnholzer, Ernst (1903–1961), deutscher Schauspieler, Hörspielsprecher, Zauberkünstler und Autor
- Firnrohr, Adolf (1889–1914), deutscher Fußballspieler
- Firnrohr, Björn (* 1977), deutscher Drehbuchautor
- Firnrohr, Emil (1881–1968), deutscher Fußballspieler

### Firo
- Firooz, Soosan (* 1989), afghanische Schauspielerin und Rapperin
- Firor, Matt, US-amerikanischer Programmierer und Spielentwickler
- Firos, Georgios (* 1953), griechischer Fußballspieler und -trainer
- Firoud, Ahmed (1921–2007), algerisch-französischer Fußballspieler
- Firoud, Kader (1919–2005), französischer Fußballspieler und -trainer
- Firouz, Kiana (* 1983), iranische Filmemacherin und Menschenrechtsaktivistin
- Firouzja, Alireza (* 2003), iranischer SchachspielerAlireza Firouzja (* 2003)

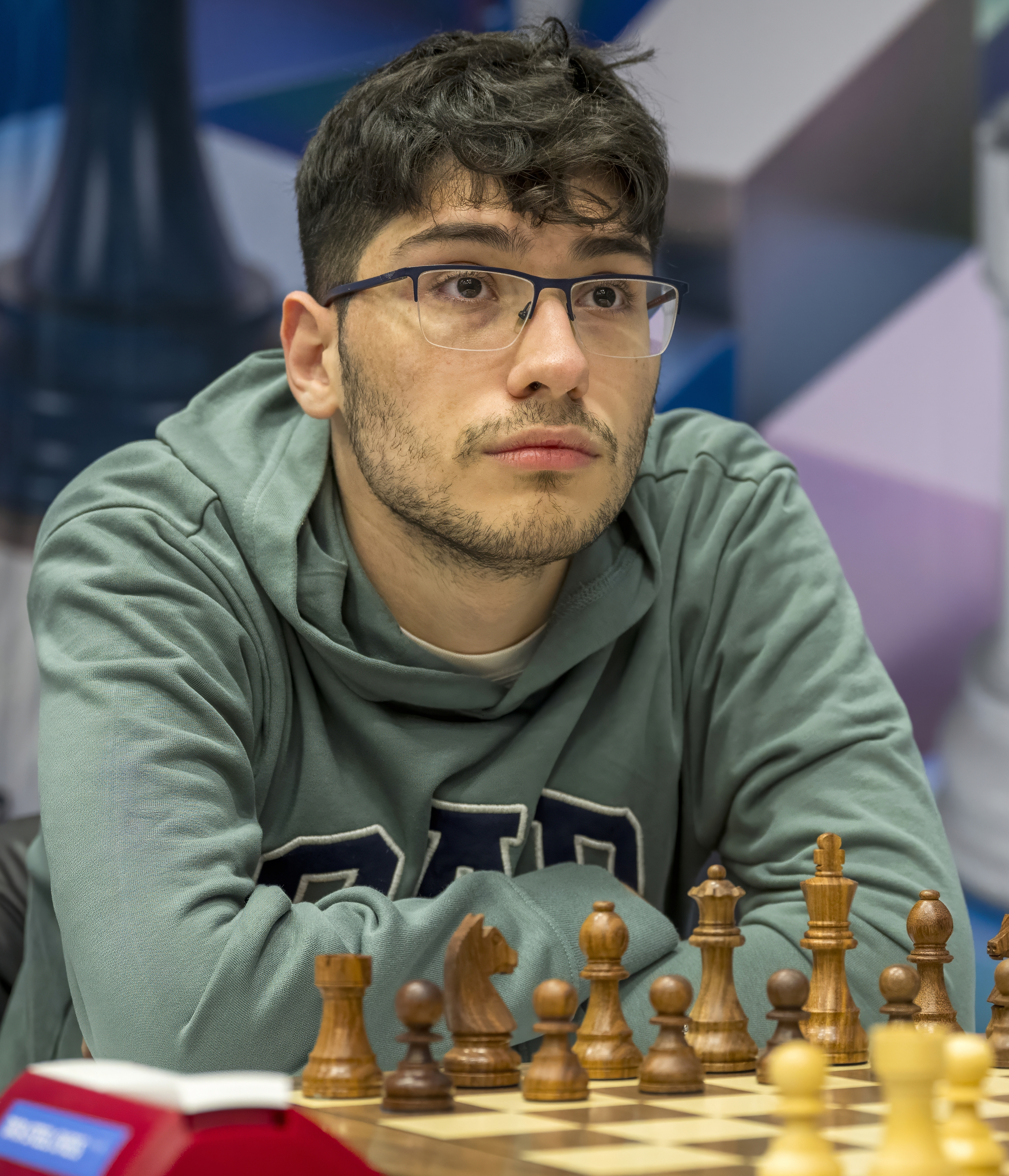
Alireza Firouzja (* 2003)

- Firowa, Tatjana Pawlowna (* 1982), russische Sprinterin
- Firoze, Fawzia Karim, bangladeschische Rechtsanwältin

### Firp
- Firpo, Júnior (* 1996), spanisch-dominikanischer Fußballspieler
- Firpo, Luis (1894–1960), argentinischer Boxer im Schwergewicht
- Firpo, Roberto (1884–1969), argentinischer Tango-Musiker und -Komponist

### Firr
- Firrao, Giuseppe (1670–1744), italienischer Geistlicher, Diplomat des Heiligen Stuhls, Bischof von Aversa und Kardinalstaatssekretär
- Firrao, Giuseppe (1736–1830), italienischer Kardinal der römisch-katholischen Kirche
- Firriolo, Gaspare, sizilianischer Bildhauer und Stuckateur des Klassizismus

### Firs
- Firsanov, Konstantin (* 1982), deutsch-russischer Eishockeyspieler
- Firsanow, Sergei Nikolajewitsch (* 1982), russischer Radrennfahrer
- Firsching, Burkard (* 1958), deutscher Richter und Politiker (CDU)
- Firsching, Karl (1915–1989), deutscher Richter, Hochschullehrer und Fachbuchautor
- Firsow, Anatoli Wassiljewitsch (1941–2000), russischer Eishockeyspieler und -trainer
- Firsow, Fjodor Wassiljewitsch (1908–1968), sowjetischer Kameramann
- Firsow, Georgi Frolowitsch (1917–1960), sowjetischer Raketentechniker
- Firsowa, Dschemma Sergejewna (1935–2012), sowjetische bzw. russische Filmregisseurin und Filmschauspielerin
- Firsowa, Jelena Olegowna (* 1950), russische KomponistinJelena Olegowna Firsowa (* 1950)

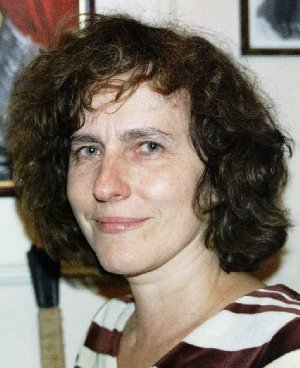
Jelena Olegowna Firsowa (* 1950)

- First State (* 1981), niederländischer Trance-DJ und Musikproduzent
- First, Craig P. (* 1960), US-amerikanischer Komponist und Musikpädagoge
- First, David (* 1953), US-amerikanischer Komponist
- First, Ruth (1925–1982), südafrikanische Soziologin und Antiapartheidskämpferin
- Firstbrook, Peter (1933–1985), kanadischer Eiskunstläufer
- Firstenberg, Sam (* 1950), polnisch-amerikanischer Filmregisseur

### Firt
- Firtaler, Bartlmä (1480–1535), Architekt, Baumeister
- Firtasch, Dmytro (* 1965), ukrainischer Unternehmer
- Firtel, Hilde (1910–1991), österreichische Autorin, Übersetzerin und Komponistin
- Firth, Andy (* 1996), englischer Fußballspieler
- Firth, Bethany (* 1996), nordirische Schwimmerin
- Firth, Cecil Mallaby (1878–1931), englischer Ägyptologe
- Firth, Charles Harding (1857–1936), britischer Historiker
- Firth, Colin (* 1960), britischer Schauspieler und FilmschauspielerColin Firth (* 1960)

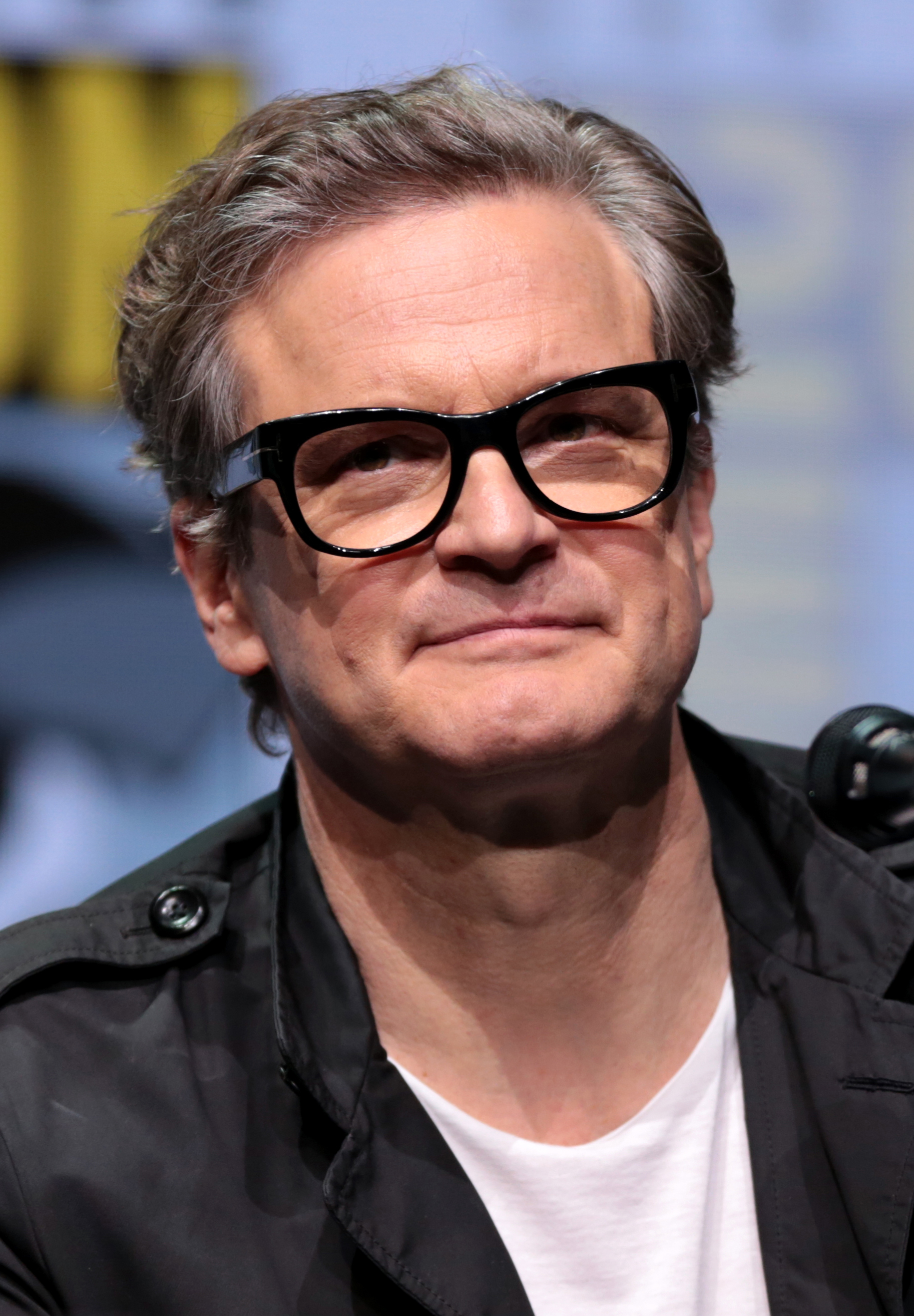
Colin Firth (* 1960)

- Firth, David (* 1983), britischer Animations-Künstler und Musiker
- Firth, John Rupert (1890–1960), englischer Linguist und Hochschullehrer
- Firth, Jonathan (* 1967), britischer Schauspieler
- Firth, Michael (1948–2016), neuseeländischer Filmemacher
- Firth, Peter (* 1953), britischer SchauspielerPeter Firth (* 1953)

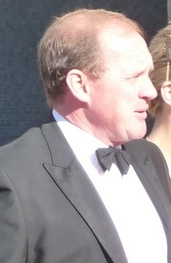
Peter Firth (* 1953)

- Firth, Raymond (1901–2002), neuseeländischer Ethnologe
- Firth, Robert (1887–1966), englischer Fußballspieler und -trainer
- Firth, Roderick (1917–1987), US-amerikanischer Philosoph
- Firth, Sharon (* 1953), kanadische Skilangläuferin
- Firth, Shirley (1953–2013), kanadische Skilangläuferin
- Firth, Tim (* 1964), britischer Dramatiker, Drehbuchautor und Songwriter
- Firth, Vic (1930–2015), US-amerikanischer Schlagwerker und Gründer des Drumstickherstellers Vic Firth
- Fırtına, İbrahim (* 1941), türkischer General
- Fırtına, Mazlum (* 1946), türkischer Fußballspieler
- Fırtına, Remziye (1916–1981), türkische Schauspielerin

### Firu
- Firuz Schah Tughluq (1309–1388), Sultan von Delhi, stammte aus der Tughluq-Dynastie

### Firz
- Firzlaff, Hans (1921–2012), deutscher Schriftsteller, Redakteur, Verleger, Grafiker, Pressezeichner, Illustrator und Aktionskünstler
- Firzlaff, Karl (1846–1912), deutscher Zimmermeister und Politiker, MdR
- Firzlaff, Paul (* 1866), deutscher Politiker (DNVP)